# دانشکده پزشکی البرز
دانشکده پزشکی دانشگاه علوم پزشکی البرز یکی از دانشکده‌های پزشکی ایران وابسته به دانشگاه علوم پزشکی البرز در کرج است. دانشکده علوم پزشکی البرز به صورت زیر مجموعه دانشگاه علوم پزشکی ایران در 1385-1386 تشکیل شده است و از سال 1389 به صورت دانشکده مستقل علوم پزشکی کرج فعالیت نموده است و دارای ۵ بیمارستان آموزشی است.

## درباره دانشکده
در سال 1390 با جذب اساتید مرتبط ، دانشکده پزشکی تشکیل و مجوز پذیرش دانشجوی پزشکی با نظر موافق وزارت بهداشت صادر شد و در همان سال با مصوبه شورای گسترش دانشگاه علوم پزشکی البرز با 4 دانشکده شکل گرفت.
اختصاص زمین و کلنگ زنی پردیس دانشگاه در سال 1391 انجام و در نهایت  در سال 1397 دانشکده پزشکی به پردیس دانشگاه منتقل شد. در این سال مجموعه گروه مامایی و رشته های مرتبط نیز به مجموعه دانشکده پزشکی افزوده شد و دانشکده در حال حاضر بیش از 180 عضو هیات علمی دارد.
دانشکده پزشکی در حال حاضرآموزش و تربیت دانشجویان رشته پزشکی (حدود 1365 نفر) و رشته مامایی(38 نفر) و 4 رشته کارشناسی ارشد (میکروب شناسی، بیوتکنولوژی، مشاوره مامایی وانگل شناسی، 63 نفر) را به عهده دارد و در 9 رشته تخصصی قلب و عروق، داخلی، جراحی عمومی، کودکان، زنان، طب اورژانس، هوشبری، جراحی مغز و اعصاب، ارتوپدی (136)دستیار تربیت می نماید.
دانشکده پزشکی دارای ۴۷ آزمایشگاه، ۲۶ کلاس درس با ۱۵ تا ۱۳۰ نفر گنجایش به مجموع ۱۳۰۰ نفر، سالن کنفرانس ۳۰۰ نفری، سالن همایش ۸۷ نفری، کتابخانه با گنجایش ۱۴۰ نفر، رستوران با‌گنجایش ۲۶۰ نفر، مرکز آزمون با گنجایش ۱۵۰ نفر، مخزن کتاب با گنجایش ۱۵ هزار کتاب، سه واحد کافی شاپ در طبقات و.. می باشد.

## تاریخچه
اختصاص زمین و کلنگ زنی پردیس دانشگاه در سال 1391 انجام و در نهایت در سال 1397 دانشکده پزشکی به پردیس دانشگاه منتقل شد. در این سال مجموعه گروه مامایی و رشته های مرتبط نیز به مجموعه دانشکده پزشکی افزوده شد و دانشکده در حال حاضر بیش از 180 عضو هیات علمی دارد.